# Potentilla silesiaca
Potentilla silesiaca är en rosväxtart som beskrevs av Maximilian Max Friedrich Sigismund von Uechtritz. Potentilla silesiaca ingår i Fingerörtssläktet som ingår i familjen rosväxter. Inga underarter finns listade i Catalogue of Life.